# 옹정역
옹정역(Ongjeong station, 甕井驛)은 전북특별자치도 남원시 금지면 입암리에 위치한 전라선의 역이다.

## 연혁
- 1959년 7월 11일 : 역원무배치간이역으로 영업 개시
- 1967년 9월 12일 : 을종승차권대매소로 지정
- 1987년 1월 1일 : 역원무배치간이역으로 변경
- 2004년 7월 15일 : 여객 취급 중지
- 2004년 8월 5일 : 전라선 복선 전철화 구간 이설로 역사 신축